# 圣纳扎留斯圣塞尔苏斯圣殿

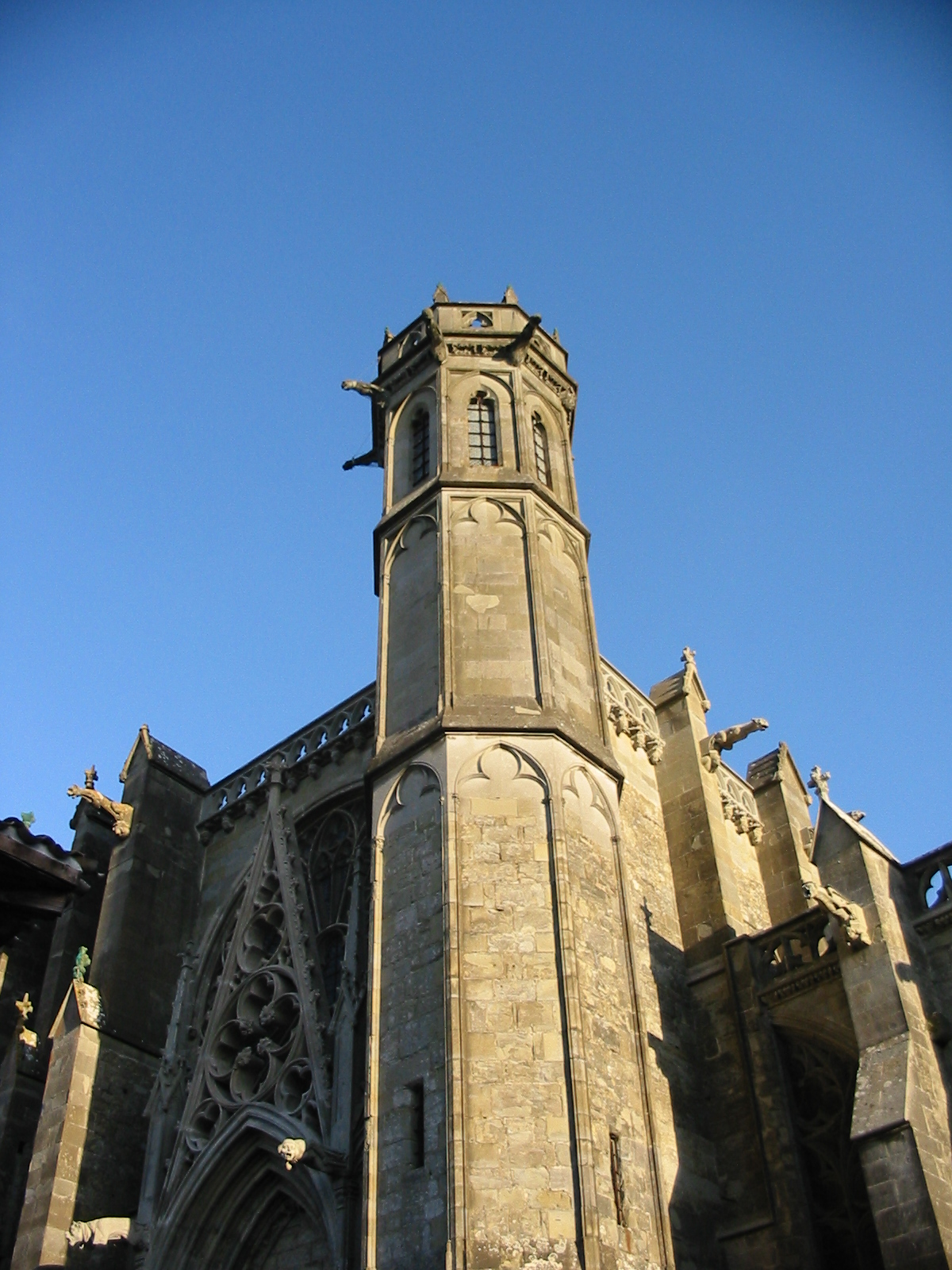

圣纳扎留斯圣塞尔苏斯圣殿（Basilique Saint-Nazaire-et-Saint-Celse de Carcassonne）是一座罗马天主教次级圣殿，位于法国南部城市卡尔卡松，被列为法国历史古迹。
该堂在1801年以前曾是卡尔卡松主教座堂，此后被今天的卡尔卡松圣弥额尔主教座堂取代。
该堂最初建于6世纪，狄奧多里克大帝统治时期。1096年6月12日，烏爾巴諾二世来访，祝福了用于建造圣纳扎留斯圣塞尔苏斯主教座堂的石料，12世纪上半叶完工。它兴建在卡洛林王朝主教座堂的遗址上，旧堂已无踪迹可寻。地下墓室亦然。1269年到1330年，该堂扩建为当时法国流行的哥特式风格。
该堂外观由維歐勒·勒·杜克改建，内部基本保留原貌。